# Revista de Huesca
La Revista de Huesca fue una revista cultural española sobre artes, ciencias, historia y literatura de Huesca y su provincia. Se publicaron siete números en dos tomos, el primer número en 1903 y el último en 1905.

## Origen
La Revista de Huesca fue fundada con el objetivo de difundir la cultura oscense por Gabriel Llabrés y Quintana, su director y editor, quien ya había llevado a cabo empresas similares en Mahón, Cáceres y Palma de Mallorca.
El primer tomo de la revista se subtituló Colección de materiales para la Historia de Aragón.

## Suscripción
La revista no contó con un gran número de suscriptores ni  entre los profesionales y eruditos oscenses y ni del resto de España. La lista de todos ellos aparece publicada en el Tomo I, número 1. En este mismo número constan los ingresos habidos por las 78 suscripciones a los 6 números del primer tomo, que ascendieron a 390 pesetas.

## Colaboradores
La existencia de otra publicación con contenidos similares en la región aragonesa, la Revista de Aragón (1-1-1900 al 1-XII-1905) fue la causa de la falta de colaboradores, por lo que el propio Llabrés firma la mayor parte de los trabajos. Otros colaboradores fueron Pedro Aguado Bleye, Luis Buil Bayod, Gregorio García Ciprés, Mariano de Pano, y Mario de La Sala Valdés y García-Sala, etcétera.

## Publicación
La revista se imprimió en Huesca (Imp. De Costanera) y Zaragoza (M. Escar, Tipógrafo). En 1994 el Instituto de Estudios Altoaragoneses realizó una edición facsimilar que incluye además diversos índices, entre ellos uno onomástico y otro toponímico.